# Празьке повстання (1945)
Празьке повстання 1945 — антигітлерівське повстання 5-8 травня 1945 — в окупованій нацистською Німеччиною столиці Чехії. Ініційоване лояльним до еміграційного уряду Едварда Бенеша підпільним рухом «Народна оборона» (керівники — колишні офіцери чехословацької армії) та прорадянською Чеською національною радою (створена у квітні 1945 у визволеному радянськими військами м. Кошиці (нині місто у Словаччині); 8 із 12 членів ради — члени Компартії Чехословаччини).
Повстання було заплановане на 7 травня 1945, але фактично розпочалося раніше внаслідок стихійних виступів у ряді чеських міст, спричинених фальшивим повідомленням про капітуляцію Німеччини (з 1 по 5 травня 1945 такі виступи відбулись у Пршерові, Німбурку, Подєбрадах, Нові-Біджові, Семілі, Ломницях, Турнові, Кладно, Пльзені та, здебільшого, були придушені окупантами). У Празі повстання було підготоване міським командуванням «Народної оборони» (т. зв. комендатура «Бартош»), якому вдалося налагодити співпрацю з більшістю чеських воєнізованих формувань окупаційного режиму у столиці (передусім, поліцією і службою боротьби з наслідками бомбардувань «Luftschütz»). Боєздатними чеськими частинами командував генерал Карел Кутлвашр.
Їх використали як основну ударну силу повстання. Внаслідок залучення добровольців із цивільного населення і ветеранських організацій чеських військовиків сили повстанців зросли з наявних перед виступом 7,5 тис. до бл. 30 тис. бійців. Керівники повстання домовилися з генерал-майором С.Буняченком, командиром 1-ї дивізії ЗС Комітету визволення народів Росії (Російська визвольна армія), яка рухалася в напрямку на м. Лінц (Австрія) для об'єднання з рештою підпорядкованих генерал-лейтенанту А.Власову формувань.
На той момент з'єднання (близько 22 тис. осіб) номінально мало статус союзника Німеччини, перебувало в оперативному підпорядкуванні групи армій Вермахту «Центр» (командувач генерал-фельдмаршал Фердинанд Шернер). Проте, після невиконання С.Буняченком наказу про висування дивізії на фронт в район м. Брно (нині місто в Чехії) та ігнорування наступного наказу про роззброєння, добровольці опинилися у стані озброєного нейтралітету з нацистами. На офіцерській раді 4 травня було прийняте рішення про участь у повстанні, 5 травня, поки празька радіостанція була в руках чехів, ця інформація прозвучала в ефірі.

## Хід повстання
Від початку повстанцям протистояв лише німецький гарнізон Праги з частин 31-ї добровольчої дивізії СС, 539-ї стаціонарної дивізії Вермахту і низки окремих підрозділів, загальною чисельністю до 10 тис. осіб. На першому етапі чехам вдалося захопити радіостанцію та низку військових складів, блокувати німецькі частини в місцях їх базування за допомогою близько 1,6 тис. барикад, споруджених по всьому місту напередодні і протягом 5 травня.
На допомогу гарнізону прийшли дислокована в Бенешові дивізійна група СС «Валленштайн» та частини відступаючої з-під Відня 6-ї танкової армії СС, зокрема полки 2-ї танкової дивізії СС «Райх», які почали тіснити чеські підрозділи. Увечері 5 травня до боїв долучилися 4 полки дивізії С.Буняченка, які протягом наступних днів вибили нім. війська з ключових об'єктів Праги й забезпечили ефективну оборону міста від ударів ззовні. Попри це емісарам А.Власова не вдалось отримати жодних політичних дивідендів від допомоги повстанню, гарантій безпеки для солдатів Російської визвольної армії чи бодай укладення письмової угоди про співпрацю з Чеською національною радою.
7 травня командування ЗС Комітету визволення народів Росії отримало інформацію про те, що 3-тя американська армія генерала Дж. Паттона припинила просування на територію Чехії, натомість з двох боків до міста наближаються моторизовані частини радянських Першого Українського фронту і Другого Українського фронту (після звістки про початок повстання на 2 дні раніше запланованого терміну почалася Празька наступальна операція радянських військ). У ніч на 8 травня 1-ша дивізія припинила бойові дії і почала відступ у західному напрямку для здачі в полон американським військам.
Того ж дня, внаслідок зміни розкладу сил, Чеська національна рада пішла на перемовини з нацистами і прийняла капітуляцію німецького гарнізону з наданням йому права вільного виходу з міста з усім озброєнням. 9 травня, слідом за відступаючими частинами Російської визвольної армії, Вермахту і військ СС, до Праги увійшли частини 3-ї та 4-ї гвардійських танкових армій генерал-полковників Д.Лелюшенка і П.Рибалка. 11 травня 1945 війська 1-го, 2-го Укр. фронтів та Четвертого Українського фронту вийшли на лінію Хемніц — Карлові Вари — Пльзень і зустрілися з частинами 3-ї американської армії.
У ході Празького повстання німецька армія та СС втратили убитими близько 1 тис. вояків, повстанці — більше 1,6 тис. осіб, 1-ша дивізія ЗС Комітету визволення народів Росії — 300 осіб. Крім цього, у місті залишилися 198 важкопоранених та до 500 дезертирів із Російської визвольної армії, більшість із них були страчені або вивезені в невідомому напрямку радянськими військами. Також у ході боїв та каральних акцій обох сторін загинули до 1,5 тис. пражан чеської національності та невстановлене число цивільних німців із числа містян, медперсоналу й допоміжних служб Вермахту.